# NGC 7329
NGC 7329 é uma galáxia espiral barrada na direção da constelação de Tucana. O objeto foi descoberto pelo astrônomo John Herschel em 1835, usando um telescópio refletor com abertura de 18,7 polegadas. Devido a sua moderada magnitude aparente (+11,8), é visível apenas com telescópios amadores ou com equipamentos superiores. 